# Бен Деніелс
Бен Деніелс (англ. Ben Daniels; нар. 10 червня 1964, Нанітон, Ворикшир, Англія) — англійський актор. Як театральний актор номінований на премію Олів'є за найкращу чоловічу роль другого плану за роль у виставі «Ніколи не грішник» (1991), премію «Івнінг Стандарт» як найкращий актор за роль у виставі «900 Oneonta» (1994), театральну премію найкращого актора в «M.E.N» за роль у «Мартін вчора» (1998) й отримав премію Олів'є 2001 року за найкращу чоловічу роль другого плану за гру у п'єсі Артура Міллера «Всі мої сини».
2008 року дебютував на Бродвеї у відновленні «Небезпечних зв'язків», за роль номінований на премію Тоні як найкращий актор у виставі. Знявся у популярних телевізійних серіалах, зокрема «Cutting It» (2002—2004), «Незаймана королева» (2005), «Закон і порядок: Лондон» (2009—2011), «Жіноче щастя» (2013), «Картковий будинок» (2013—2014), «Екзорцист» (2016—2017).
1 квітня 2018 року з'явився у прямій телетрансляції рок-опери «Ісус Христос — суперзірка» Ендрю Ллойда Веббера та Тіма Райса у ролі Понтія Пілата. Зіграв Ентоні Армстронга Джонса, першого графа Сноудона в третьому сезоні серіалу Netflix «Корона». У серіалі про супергероїв Netflix «Спадщина Юпітера» зіграв роль Волтера Семпсона.
2023 року зіграв генерала Бела Ріоза в науково-фантастичному серіалі Apple TV+ «Фундація».

## Ранні роки
Народився 10 червня 1964 року в Нанітоні, Ворикшир. Його батько був інженером у Rolls-Royce, а потім бакалійником, а мати володіла магазином дитячого одягу. З його спогадів: «Я був досить сором'язливою дитиною, але також досить руйнівною. Я був дуже підступним і хитрим».
Навчався в місцевій школі. За словами Деніелса, уроки драми для іспиту рівня О поставили голос, і під час навчання в шостому класі Стратфордського коледжу між 1980 і 1982 роками, здобуваючи рівень А з театрознавства й англійської літератури, він відвідував вистави Королівської шекспірівської трупи. Один зі студентів пригадував, що Деніелс, якого він знав як Дейва, «дуже серйозно ставився до своєї роботи і вразив неймовірним розумом… у вас було відчуття, що його розум працює; гвинтики цокають». Згодом Деніелс три роки навчався в Лондонській академії музичного та драматичного мистецтва.

## Кар'єра
Однією з перших ролей Деніелса була роль Джастіна Гейворда, вокаліста «The Moody Blues», у підлітковому віці у двох музичних кліпах гурту: «Your Wildest Dreams» (1986) і «I Know You're Out There Somewhere» (1988). 1992 року з'явився в сумнозвісному епізоді авіакатастрофи телевізійного шоу «Катастрофа», зігравши другого пілота літака. Брав участь у багатьох британських телевізійних драмах, як-от Робін у «Забутій мові журавлів» (1991), біблійний персонаж Йонатан у номінованому на премію «Еммі» телефільмі «Давид» 1997 року, розпусний Фін Беван у серіалі «Cutting It» (2002—2005), Ніколас Броклгерст у телевізійному мінісеріалі BBC «Держава в державі» (2006). Остання роль відзначилася несподіваним одностатевим поцілунком між персонажем Деніелса й іншим чоловіком. 2008 році з'явився в «Вдосвіта — в Кендлфорд», постановці BBC, основаній на трьох напівавтобіографічних романах про англійську сільську місцевість, написаних Флорою Томпсон.
Зіграв кількох реальних персонажів, наприклад, державного секретаря Німеччини Йозефа Бюлера у «Змові», інсценізації Ванзейської конференції 2001 року, на якій ухвалили остаточне рішення. Зіграв письменника та журналіста Яна Флемінга, творця Джеймса Бонда, у фільмі «Ян Флемінг: Бондмейкер» (2005), а також сера Френсіса Волсінгама у серіалі «Королева-діва» (2005) й англійського письменника Сакі у телефільмі «Хто вбив місис Де Ропп?» (2007). Крім того, знявся в низці британських телевізійних драматичних серіалів, зокрема «Солдат, солдат» (1992), «Детектив Джек Фрост» (1992), «Outside Edge» (1994), «Примари» (2005) і «Пригоди Мерліна» (2011). 2017 року з'явився в ролі священника в епізоді «Будинок жахів на дереві» «Сімпсонів».
Найбільше впізнаваний американській аудиторії завдяки ролі у фільмі 1996 року «Краса». Деніелс зіграв Тоні, бойфренда Сандри, матері головного героя Джеймі. У незалежному фільмі режисера Лавінії Кар'є «Пристрасті в пустелі» (1997) втілив французького солдата Огюстена Робера. Фільм отримав номінацію на премію «Золота мушля». Інші повнометражні фільми, в яких Деніелс зіграв, — «Міст» (1992), «Я хочу тебе» (1998), «Медлін» (1998), «Doom» (2005). Йому пропонували ролі у фільмах 2000 року «Патріот» і «Вертикальна межа», але він відмовився заявивши, що «гроші пропонували хороші, але це не для мене». Мав маленьку роль генерала Антока Мерріка у фільмі «Бунтар Один. Зоряні Війни. Історія».
Деніелс сказав, що йому подобається грати на сцені, тому що «це важко і тримає вас на ногах як актора». Він з'явився у постановках «Все добре, що добре закінчується» та «Як вам це подобається» (1999—2000) і зіграв Меркуціо в телевізійній адаптації «Ромео і Джульєтти» 1994 року. Серед інших театральних ролей: «Чекаючи на Ґодо» (1994) і «900 Oneonta» (1994), які принесли йому номінацію за найкращу чоловічу роль на премію «Evening Standard». Зіграв у виставі «Мартін вчора» (1998), за які його номінували як найкращого актора на премії «Manchester Evening News», «Оголений» (1998), «Оповідки з Голлівуду» (2001), «Три сестри» (2003), «Іфігенія в Авліді» (2004), «Бог пекла» (2005), «Дика качка» (2005—2006). 2006 року з'явився в «Терезі Ракен» в ролі Лорана, рецензент назвав його гру «захопливою». 1 квітня 2018 року зіграв Понтія Пілата в живому мюзиклі NBC «Ісус Христос — суперзірка: Концерт наживо!».
Став лавреатом театральних нагород «Theatregoers' Choice» за найкращу чоловічу роль другого плану і премії Лоуренса Олів'є 2001 року за гру у п'єсі Артура Міллера «Всі мої сини». Вперше номінований на премію Олів'є на початку своєї кар'єри, 1991 року, за виконання ролі вбивці Річарда Леба у п'єсі «Ніколи не грішник» у театрі Playhouse. 2008 року здійснив амбіцію свого життя, дебютувавши на Бродвеї. Він зіграв Віконта де Вальмона у відновленій постановці «Небезпечних зв'язків». Премє'ра відбулась 1 травня 2008 року. За цю роль Деніелс був номінований на премію «Тоні» за найкраще виконання головної чоловічої ролі у виставі.
Отримав постійну роль видатного фотографа Адама Геловея в серіалі Netflix «Картковий будинок» (2013—2014). Зіграв адвоката Рорі Мюррея у другому сезоні «Списку пасажирів», створеного Radiotopia. Він зображував театрального вампіра Сантьяго в серіалі «Інтерв'ю з вампіром».

## Особисте життя
Перебував у стосунках з актором Єном Гелдером з 1993 року до його смерті у травні 2024 року. Вони познайомилися під час постановки фільму Джо Ортона «Розважаючи містера Слоана». Пара проживала в Південному Лондоні. Деніелс визначився зі своєю орієнтацією ще в підлітковому віці, хоча він не обговорював це питання з батьками, оскільки між ними не було дуже близьких емоційних стосунків. Він «обережно згадував про це, коли закінчив театральну школу, тому що СНІД наводив жах на всіх, і панувала величезна гомофобна реакція». Вирішив розкрити свою гомосексуальність у 24 роки, з'явившись у постановці «Бенефісу» Мартіна Шермана.
В інтерв'ю 2001 року сказав: «Гомофобія все ще надзвичайно поширена в кіно та на телебаченні. Я знаю, що втратив роботу через те, що я гей, і це залишається проблемою. Навіть у серйозній драмі BBC Two, хтось у діловому костюмі запитає: „Хммм, хіба він не гомік?“ Я не вважаю себе політичним геєм, але щоразу, коли я відчуваю це зараз, я накидаюся на це як купа цегли». 2007 року Деніелс посів 79 місце в щорічному Рожевому списку 100 впливових геїв і лесбійок у Великій Британії, опублікованому газетою «Індепендент он сандей», 2006 року мав 47 позицію.
У вільний час займається аматорським живописом і практикує аштанга-йогу. З юних років і до сорока страждав на сонний параліч.

## Фільмографія
| Рік       |    | Українська назва                            | Оригінальна назва                         | Роль                                     |
| --------- | -- | ------------------------------------------- | ----------------------------------------- | ---------------------------------------- |
| 1987      | ф  | Якби ти був тут                             | Wish You Were Here                        | поліціянт                                |
| 1987      | ф  | Четвертий протокол                          | The Fourth Protocol                       |                                          |
| 1991      | ф  | Забута мова журавлів                        | The Lost Language of Cranes               | Робін                                    |
| 1987      | с  | Один за одним                               | One By One                                | студент                                  |
| 1988      | с  | Сучасний світ: Десять величних письменників | The Modern World: Ten Great Writers       | Зачарована гора                          |
| 1988      | с  | Стіна тиранії                               | Wall of Tyranny                           | Стрімер                                  |
| 1988      | с  | Сцена                                       | Scene                                     | Адріан                                   |
| 1989      | с  | Клуб «Парадіз»                              | The Paradise Club                         | Вебстер                                  |
| 1989      | с  | Столиця                                     | DublCapital Cityn                         | Колін                                    |
| 1990      | с  |                                             | Drop the Dead Donkey                      | Джек Девенпорт                           |
| 1990      | с  |                                             | The Fabulous Singlettes                   | Браян                                    |
| 1992      | ф  | Міст                                        | The Bridge                                | Роджерс                                  |
| 1992      | с  | Катастрофа                                  | Casualty                                  | Грем Марда                               |
| 1992      | с  | Солдат, солдат                              | Soldier Soldier                           | Енді Райт                                |
| 1992      | с  | Детектив Фрост                              | A Touch of Frost                          | Роджер Мессі                             |
| 1993      | с  | Інспектор Еллейн розслідує                  | The Inspector Alleyn Mysteries            | Норман                                   |
| 1993      | кф |                                             | Rwendo                                    | Марті                                    |
| 1994      | с  | Ромео і Джульєтта                           | Romeo and Juliet                          | Меркуціо                                 |
| 1994      | с  |                                             | Outside Edge                              | Алекс                                    |
| 1994      | с  |                                             | W.S.H.                                    | Клайнман                                 |
| 1995      | ф  | Краса                                       | Beautiful Thing                           | Тоні                                     |
| 1996      | с  | Правда чи дія                               | Truth or Dare                             | Бен                                      |
| 1997      | с  | Давид і Йонатан                             | David                                     | Йонатан                                  |
| 1997      | ф  | Пристрасть у пустелі                        | Passion in the Desert                     | Огастін Роберт                           |
| 1998      | ф  | Хочу тебе                                   | I Want You                                | DJ Bob                                   |
| 1998      | ф  | Мадлен                                      | Madeline                                  | Леопольд                                 |
| 1998      | с  | Мовчазний свідок                            | Silent Witness                            | Овен Джонсон                             |
| 1999      | с  | Аристократи                                 | Aristocrats                               | Лорд Кілдер                              |
| 1999      | ф  | Фінні та Елвіс                              | Fanny and Elvis                           | Ендрю                                    |
| 2000      | тф | Бриттанік                                   | Britannic                                 | Таунсед                                  |
| 2000      | с  | Британнік                                   | Britannic                                 | Таунсед                                  |
| 2001      | ф  |                                             | Married / Unmarried                       | Денні                                    |
| 2001      | ф  | Змова                                       | Conspiracy                                | Йозеф Бюлер                              |
| 2002      | ф  | Загублені в тумані                          | Fogbound                                  | Лео                                      |
| 2002—2004 | с  |                                             | Cutting It                                | Фінн Біван                               |
| 2003      | с  | Справжній чоловік                           | Real Men                                  | Метью Фентон                             |
| 2004      | с  | Міс Марпл Агати Крісті                      | Agatha Christie's Marple                  | Альфред Крекентроп                       |
| 2005      | ф  | Doom                                        | Doom                                      | Ерік                                     |
| 2005      | с  | Ян Флемінг: Бондмейкер                      | Ian Fleming: Bondmaker                    | Ян Флемінг                               |
| 2005      | с  | Привиди                                     | Spooks                                    | Олег Корсаков                            |
| 2005      | с  | Королева-діва                               | The Virgin Queen                          | Френсіс Волсінгем                        |
| 2006      | с  | Держава в державі                           | The State Within                          | Ніколас Броклгерст                       |
| 2007      | с  | Хто вбив місис Де Ропп                      | Who Killed Mrs De Ropp?                   | Сакі                                     |
| 2008      | с  | Вдосвіта — в Кендлфорд                      | Lark Rise to Candleford                   | Раштон                                   |
| 2008      | с  | Пристрасть                                  | The Passion                               | Каяфа                                    |
| 2009—2011 | с  | Закон і порядок: Лондон                     | Law & Order: UK                           | Джеймс Стіл                              |
| 2009      | с  | Останні дні «Леман Бразерс»                 | The Last Days of Lehman Brothers          | Джон Тайн                                |
| 2011      | с  | Закохані жінки                              | Women in Love                             | Вілл Брангвен                            |
| 2011      | с  |                                             | Moving On                                 | Джон Мерфі                               |
| 2011      | с  | Пригоди Мерліна                             | Merlin                                    | Трістан                                  |
| 2013—2014 | с  | Картковий будинок                           | House of Cards                            | Адам Голловей                            |
| 2013      | с  |                                             | The Wipers Times                          | Гауфілд                                  |
| 2013      | с  | Рай                                         | The Paradise                              | Том Вестон                               |
| 2013      | ф  | Джек — вбивця велетнів                      | Jack the Giant Slayer                     | Фамм                                     |
| 2014      | ф  | Лок                                         | Locke                                     | Гарет                                    |
| 2014      | ф  |                                             | Luna                                      | Грант                                    |
| 2014      | с  | Діти, які вбивають                          | Kids Who Kill                             | оповідач                                 |
| 2014      | с  | Трактир «Ямайка»                            | Jamaica Inn                               | Френсіс                                  |
| 2015      | с  | Плоть і кістки                              | Flesh and Bone                            | Пол Грейсон                              |
| 2016      | с  | Порожня корона                              | The Hollow Crown                          | Генрі Стаффорд                           |
| 2016—2017 | с  | Екзорцист                                   | The Exorcist                              | отець Маркус Кін                         |
| 2016      | ф  | Вийняток                                    | The Exception                             | Сігурд                                   |
| 2016      | ф  | Бунтар Один. Зоряні Війни. Історія          | Rogue One: A Star Wars Story              | Анток Меррік                             |
| 2017      | мс | Сімпсони                                    | The Simpsons                              | ірландський священник                    |
| 2019      | с  | Корона                                      | The Crown                                 | Ентоні Армстронг Джонс, 1-й граф Сноудон |
| 2019      | ф  | Битва за Землю                              | Captive State                             | Деніел                                   |
| 2021      | ф  | Благословення                               | Benediction                               | Ріверс                                   |
| 2021      | с  | Спадщина Юпітера                            | Jupiter's Legacy                          | Волтер Семпсон                           |
| 2023      | с  | Фундація                                    | Foundation                                | Бел Райос                                |
| 2024      | с  | Інтервʼю з вампіром                         | Interview with the Vampire                | Сантьяго                                 |
| 2024      | с  | Володар перснів: Персні влади               | The Lord of the Rings: The Rings of Power | Сірдан                                   |
| 2024      | ф  | Арґайл                                      | Argylle                                   | бармен                                   |

## Визнання
| Рік  | Нагорода                   | Категорія                                           | Робота                                     | Результат |
| ---- | -------------------------- | --------------------------------------------------- | ------------------------------------------ | --------- |
| 1991 | Премія Лоуренса Олів'є     | Найкраща чоловіча роль другого плану                | Never the Sinner                           | Номінація |
| 1994 | Івнінг Стандарт            | Найкращий актор                                     | 900 Oneonta                                | Номінація |
| 1998 | MEN                        | Найкращий актор                                     | Мартін вчора                               | Номінація |
| 2000 | TMA                        | Найкраща чоловіча роль другого плану                | Як вам це сподобається                     | Номінація |
| 2001 | Премія Лоуренса Олів'є     | Найкраща чоловіча роль другого плану                | Всі мої сини                               | Перемога  |
| 2001 | WhatsOnStage               | Найкраща чоловіча роль другого плану у п'єсі        | Всі мої сини                               | Перемога  |
| 2008 | Тоні                       | Найкращий актор в п'єсі                             | Небезпечні зв'язки                         | Номінація |
| 2008 | Премія Ліги Драми          | Видатному актору                                    | Небезпечні зв'язки                         | Номінація |
| 2008 | Outer Critics Circle       | Найкращий актор в п'єсі                             | Небезпечні зв'язки                         | Номінація |
| 2008 | Theatre World Award        | Theatre World Award                                 | Небезпечні зв'язки                         | Honoree   |
| 2017 | Fangoria Chainsaw          | Найкраща чоловіча роль другого плану на телебаченні | Екзорцист                                  | Номінація |
| 2019 | Греммі                     | Найкращий театральний музичний альбом               | Ісус Христос — суперзірка: Концерт наживо! | Номінація |
| 2020 | Премія Гільдії кіноакторів | найкращий акторський склад у драматичному серіалі   | Корона                                     | Перемога  |
| 2022 | Премія Лоуренса Олів'є     | Найкращий актор                                     | The Normal Heart                           | Номінація |
| 2022 | Critics' Circle            | Найкращий актор                                     | The Normal Heart                           | Перемога  |
| 2022 | WhatsOnStage Award         | Найращий виконавець чоловічої ролі у виставі        | The Normal Heart                           | Номінація |